# Slave to the Rhythm (album)
Pour les articles homonymes, voir Slave to the Rhythm (homonymie).
Albums de Grace Jones
Living My Life
(1982) Island Life
(1985)
Singles
1. Slave to the Rhythm
Sortie : octobre 1985
2. Jones the Rhythm
Sortie : décembre 1985

Slave to the Rhythm  est le septième album studio de la chanteuse jamaïcaine Grace Jones, sorti le 28 octobre 1985 chez Island Records.
Indiqué comme étant une « biographie » dans le livret de l'album, Slave to the Rhythm est un album concept, produit par le fondateur de ZTT Records et producteur Trevor Horn. C'est l'un des albums de Grace Jones ayant rencontré le plus grand succès commercial. La chanson-titre de l'album, Slave to the Rhythm, est également devenue l'un des plus grands succès de la chanteuse.

## Titres
Toutes les chansons sont écrites et composées par Bruce Woolley, Trevor Horn, Stephen Lipson et Simon Darlow.
| 1. | Jones the Rhythm          | 6:26 |
| 2. | The Fashion Show          | 6:26 |
| 3. | The Frog and the Princess | 7:04 |
| 4. | Operattack                | 2:45 |

| 5. | Slave to the Rhythm                    | 6:35 |
| 6. | The Crossing (oohh the action...)      | 4:58 |
| 7. | Don't Cry – It's Only the Rhythm       | 2:53 |
| 8. | Ladies and Gentlemen: Miss Grace Jones | 5:54 |

Notes
- La version de Slave to the Rhythm sortie en single est intitulée Ladies and Gentlemen: Miss Grace Jones sur l'album.

## Crédits
Crédits adaptés du livret de Slave to the Rhythm.
| - Ambrosian Singers – background vocals, choir, chorus - Peter Banks - guitare - Guy Barker – trompette - Pete Beachill – trombone, trompette - J.J. Belle – guitare, percussion, basse, voix, charleston - Dave Bishop – saxophone ténor - Stuart Brook – trompette - David Gilmour – échantillons de guitare, - Glenn Gregory – chœurs - Jean-Paul Goude – conception - Trevor Horn – production - Luís Jardim – percussion, guitare basse - Grace Jones – chant - Stephen Lipson – guitare, basse, claviers, ingénieur du son, synclavier, assistant de production - Andy Macintosh – saxophone ténor - Gary Maughan – claviers - Nick Murdoch - claviers - John McCarthy – chef d'orchestre, chorale, chorus - Ian McShane – voice-overs - Andra Faye McIntosh – saxophone baryton | - Paul Morley – interview - Paul Cooke – interview joviale - Richard Niles – arrangements - Tessa Niles – harpe, chœurs - The Little Beats – percussion - Geoff Perkins – trombone - John Pigneguy – cor d'harmonie - Andrew Richards – guitare, claviers, chœurs - Andy Richards – batterie, claviers - Frank Ricotti – percussion, arrangements - Jon Sinclair – claviers - David Snell – harp, cor d'harmonie - Stan Sulzmann – saxophone alto et ténor - Jamie Talbot – saxophone alto - John Thirkell – percussion, trompette - "Shorty" Tim Glover – percussion - Phil Todd – saxophone alto - Wallmen – claviers - Bruce Woolley – guitare, basse, claviers, chœurs - William "Ju Ju" House – batterie |

## Classements et certifications
| Classement (1985–86)                 | Meilleure position |
| ------------------------------------ | ------------------ |
| Allemagne de l'Ouest (Media Control) | 10                 |
| Australie (Kent Music Report)        | 34                 |
| Autriche (Ö3 Austria Top 40)         | 7                  |
| Canada (Canadian Albums)             | 75                 |
| États-Unis (Billboard 200)           | 73                 |
| États-Unis (Top R&B/Hip-Hop Albums)  | 25                 |
| Europe (European Albums)             | 11                 |
| Finlande (Suomen virallinen lista)   | 31                 |
| Norvège (VG-lista)                   | 13                 |
| Nouvelle-Zélande (RIANZ)             | 11                 |
| Pays-Bas (Mega Album Top 100)        | 8                  |
| Royaume-Uni (UK Albums Chart)        | 12                 |
| Suède (Sverigetopplistan)            | 23                 |
| Suisse (Schweizer Hitparade)         | 9                  |

| Classement (1985)        | Position |
| ------------------------ | -------- |
| Pays-Bas (Album Top 100) | 90       |

| Classement (1986)                    | Position |
| ------------------------------------ | -------- |
| Allemagne de l'Ouest (Media Control) | 67       |

### Certifications et ventes
| Région                                | Certification | Ventes/Streams |
| ------------------------------------- | ------------- | -------------- |
| États-Unis                            | —             | 150 000        |
| Nouvelle-Zélande (RMNZ)               | Platine       | 15 000^        |
| Résumé                                |               |                |
| Monde                                 |               | 1 000 000      |
| ^Mise en rayon selon la certification |               |                |